# Casa de Fieras del Retiro
La Casa de Fieras del parque del Buen Retiro de Madrid fue un jardín zoológico que se encontraba en los denominados Jardines del arquitecto Herrero Palacios, junto a la Puerta de Sáinz de Baranda (actual Avenida Menéndez Pelayo) del parque y extendiéndose hasta los actuales Jardines de Cecilio Rodríguez, abriéndose en sus dependencias, el 29 de abril de 2013, la Biblioteca Pública Municipal Eugenio Trías.

## Antecedentes
En el siglo XVII hay diversas referencias a la instalación de animales en el Retiro. El 3 de enero de 1634 el jesuita Sebastián González escribía una carta a su compañero P. Rafael Pereira sobre los jardines, en la que describía que 
"(...) al fin de todo hay, formando enrejados de alambre una como jaula gigantesca, donde se han recogido de todas partes aves exquisitas por su canto y plumaje. Sobre el cuarto de Oriente se ha hecho un gran estanque de forma ochavada para aves acuáticas, cisnes, gansos y patos, rodeado de balaustrada de hierro. Aliméntalo 16 caños, o en los ochavos y los otros 8 en una torrecilla muy hermosa que hay en medio del estanque, a que se entra por una puerta guarnecida de barandilla de madera. Delante del cuarto que cae a Poniente, hacia el Prado, un pórtico con habitación para oficio, despensa, etc. Entre él y el cuarto primero de la entrada, hermosa leonera fabricada del modo de Florencia, pero no tan grande, por lo que se pelean los animales. Es de figura aovada, hay tres leones, un tigre, un oso y algunos lobos".
En 1651, el escritor y filósofo jesuita Baltasar Gracián escribió en su novela El Criticón una escena en la que Critilo busca a Andrenio por la corte, a quien cree convertido en bruto: "¿Qué tal sería que estuviese entre los leones y tigres del Retiro?".
Los antecedentes más directos de un zoológico en Madrid se remontan a 1774, cuando Carlos III mandó construir un parque de animales en la actual Cuesta de Moyano, cuyos terrenos formaban parte de los Jardines del Palacio del Buen Retiro. Esta instalación complementaría el proyecto de Museo de Ciencias Naturales que se pensaba ubicar en el edificio que actualmente ocupa el Museo del Prado y junto al Real Jardín Botánico. Este era el segundo zoológico de Europa después del de Viena.
En estas fechas (siglo XVIII y principios del siglo XIX) los fines científicos y de investigación se mezclaban con otros menos elevados, como era celebrar luchas entre leones, tigres y toros. Estos espectáculos eran muy aplaudidos por los monarcas y la aristocracia, y se solían celebrar en los bautizos de los infantes y en las fiestas en honor de algún ilustre visitante extranjero.
Durante el siglo XVIII la fauna del zoo provenía fundamentalmente de Hispanoamérica, enviada por los virreyes, y se componía de guacamayos, tucanes, ocelotes, pumas, serpientes, caimanes, monos... e incluso un elefante regalo del gobernador de Filipinas, que llegó andando a Madrid desde Cádiz, donde había desembarcado.
A finales del siglo XVIII se trasladaron las instalaciones a la esquina del parque del Buen Retiro, junto a la actual Puerta de Alcalá. Las jaulas, conocidas como «La Leonera», contenían los animales peligrosos y, estaban colocadas formando un octógono en cuyo centro se encontraban herbívoros como ciervos, gamos, gacelas, llamas, avestruces...
La invasión francesa supuso un duro revés para la Casa de Fieras, pues muchos animales perecieron y, al terminar el conflicto con los franceses, presentaba un aspecto deplorable.

## Casa de Fieras
Con Fernando VII, en 1830, se ampliaron y mejoraron las instalaciones trasladándolas a la zona adyacente a la actual Puerta de Sainz de Baranda. Se realizaron las obras de la Casa de Fieras, pasando a llamarse Real Gabinete de Historia Natural, perdurando su nombre hasta 1972, fecha del traslado al zoológico de la Casa de Campo. De esta fecha es «La Leonera», edificio de dos plantas. En la inferior se estaban las jaulas para varios tigres, una pantera, dos hienas, un chacal, y en la superior se habilitaron estancias para la familia real y sus huéspedes, donde también se encontraban animales disecados como parte de la decoración. Se dispusieron algunas otras jaulas y fosos para animales en las proximidades, como el kiosco de los monos, la elefantera, la osera y otras jaulas que habitaban pavos reales blancos de Japón, llamas peruanas y gacelas africanas.
En la esquina entre las actuales Puerta de Madrid y Puerta de O'Donnell se levantó una montaña artificial, conocida como la Montaña de los Gatos, Montaña Rusa o Montaña de los Osos, por ser estos los animales que allí se encontraban. El funcionamiento y la labor de los operarios se realizaba a través del Reglamento de 1816 y la manutención de la Casa de Fieras corría a cargo del Bolsillo Secreto de Su Majestad, partida económica que disfrutaban y distribuían los monarcas a su antojo.

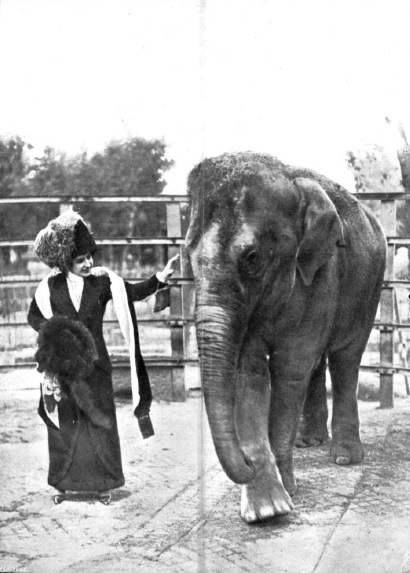
Elefante en 1911

Parece ser que la fauna en cautividad aumentó mucho, como se deduce de la relación existente de los envíos al Museo de Ciencias de los animales que morían, donde eran disecados y expuestos. La reina Isabel II amplió el recinto, dotándolo de un segundo patio para los herbívoros y comprando animales en Marsella, entre ellos una pareja de elefantes, cuya hembra murió pocos meses después y, cuya jaula ocupó la elefanta «Pizarro», procedente de un circo. Con la Revolución de 1868, se abrió el parque del Buen Retiro al público y el Ayuntamiento de Madrid asumió su gestión. El vandalismo del público y los gastos de mantenimiento obligaron a hacer subastas de animales sobrantes para conseguir recursos y hacer nuevas adquisiciones generalmente a tratantes vinculados al mundo del circo.
Como en 1884 la gestión era ruinosa, el ayuntamiento cedió los derechos de explotación en 1895 a Luis Cabañas, tratante de animales para los circos. La forma de llevar Cabañas el negocio del zoológico le hizo muy popular. Aportó su propia colección de animales. Sacaba personalmente a tomar el sol a un cocodrilo, el elefante era conducido diariamente a tomar el baño en un estanque, llegó a un acuerdo con la Sociedad de Velocipedistas de Madrid para pasear por el parque con bicicletas, organizó luchas de animales contra toros por las principales ciudades de España... Estas se prohibieron tras un accidente ocurrido en San Sebastián donde un tigre y un toro derribaron la jaula que los separaba del público, causando un muerto y 17 heridos graves. El baño diario de la elefanta Pizarro terminó cuando un día se escapó de su cuidador y en su huida por la calle de Alcalá se metió en una tienda.

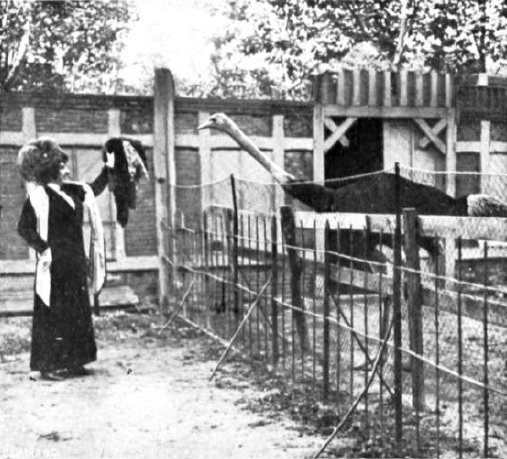
La actriz Julia Fons y un avestruz (1911)

Finalmente, el 31 de diciembre de 1918, el ayuntamiento recuperó la gestión de la Casa de Fieras al denunciar el contrato con la familia Cabañas. La llegada de Cecilio Rodríguez, jardinero mayor del Ayuntamiento, dio un nuevo ambiente a la zona. Así, acondicionó los paseos y los jardines de la Casa de Fieras, entre otras razones para poder contemplar gran variedad de felinos, algunos de gran tamaño, que habían sido traídos del Sahara y Guinea. Cinco años después se incrementó la fauna con avestruces, cebras, elefantes, antílopes, osos polares y un hipopótamo.
Con la proclamación de la Segunda República, el nuevo ayuntamiento democrático destituyó a Cecilio Rodríguez y la Casa de Fieras atravesó un serio estancamiento, que se agudizó con la Guerra civil, llevándola casi a su desaparición. Durante la contienda murieron de inanición varias fieras y otras se sacrificaron para el consumo humano.

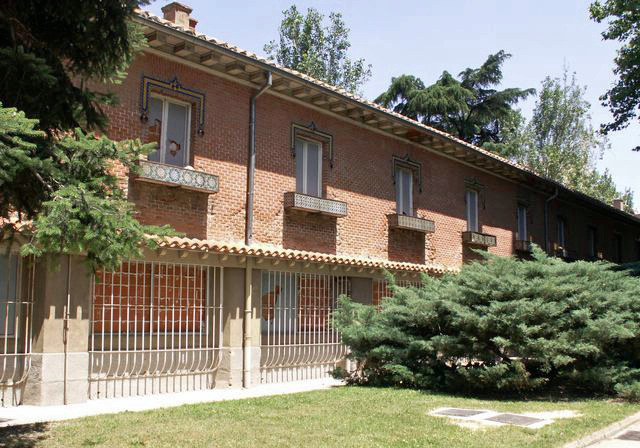
«La Leonera»

El fin de la guerra trajo de nuevo a Cecilio Rodríguez y la Segunda Guerra Mundial hizo que la Casa de Fieras adquiera una situación inmejorable, ya que recibió animales evacuados de distintos zoológicos europeos sobre todo del de Berlín, gracias a la no participación de España en la contienda, además de las mejoras del entorno y la gestión de Rodríguez. A su muerte en 1953, ocupó su puesto Ramón Ortiz. Desde el zoológico de Múnich llegaron nuevos osos, tigres, leones y primates, además de las aportaciones de particulares, y se instaló una clínica veterinaria. La Casa de Fieras se hizo tan popular que algunos días festivos se alcanzaban los 20 000 visitantes, llegándose a más del millón y medio de visitas en 1967.

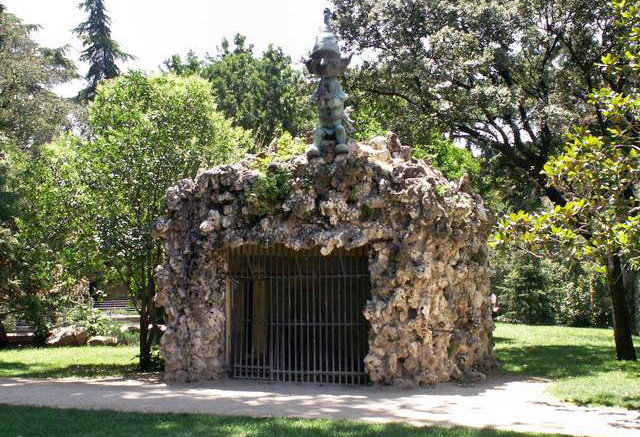
Osera de la Casa de Fieras

Ya en la década de 1950 se intentó trasladar, sin éxito, la Casa de Fieras a la Casa de Campo, con un proyecto del arquitecto alemán Hanz Heck. Finalmente el 22 de junio de 1972, siendo alcalde de Madrid Carlos Arias Navarro se cerró definitivamente la Casa de Fieras del Retiro y se inauguró el zoo de la Casa de Campo. A la hora de trasladar la Casa de Fieras al nuevo espacio se contabilizaron más de 550 ejemplares correspondientes a 83 especies.

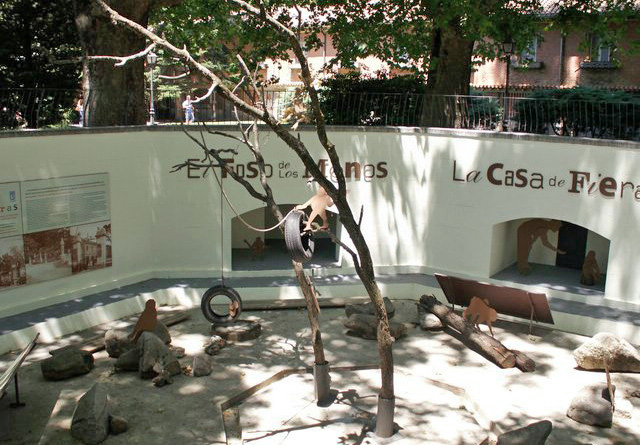
Foso de los Monos

Las instalaciones de la Casa de Fieras, una vez clausuradas, se desmantelaron en su mayor parte y los pabellones sirvieron de dependencias administrativas de la Junta Municipal de Retiro, hasta su traslado en 2004 a los antiguos Cuarteles de Daoíz y Velarde. 
El 29 de abril de 2013, se abrió en las dependencias de la antigua Casa de Fieras una nueva biblioteca de la red de bibliotecas públicas del Ayuntamiento de Madrid, con el nombre de "Eugenio Trías. Casa de Fieras de El Retiro". Dentro de la misma se han conservado algunas de las estructuras originales, como las rejas por las que se echaba de comer a las fieras desde la primera planta.
En los Jardines del arquitecto Herrera Palacios, como se denomina a esta zona dentro del Retiro, aún se conservan además otros restos de la desaparecida Casa de Fieras, como el foso de los mandriles.